# Conquête de Tunis (1574)
Pour les articles homonymes, voir Bataille de Tunis.
 (mai 2017).
Si vous disposez d'ouvrages ou d'articles de référence ou si vous connaissez des sites web de qualité traitant du thème abordé ici, merci de compléter l'article en donnant les références utiles à sa vérifiabilité et en les liant à la section « Notes et références ».
La conquête de Tunis de 1574 oppose les troupes du sultan ottoman Sélim II, menées par Uludj Ali et Sinan Pacha, contre celles du roi d'Espagne Philippe II.
Elle a pour résultat l'éviction des Espagnols de la région de Tunis et l'établissement de la régence de Tunis, sous tutelle ottomane. C'est un événement d'une grande importance, car il décide du sort de l'Afrique du Nord, qui sera ainsi sous domination musulmane plutôt que chrétienne, et met fin à la conquista espagnole, qui débuta sous Isabelle de Castille et Ferdinand II d'Aragon. La capture de Tunis en 1574 a « scellé la domination ottomane à l'est et au Maghreb central ».

## Contexte historique

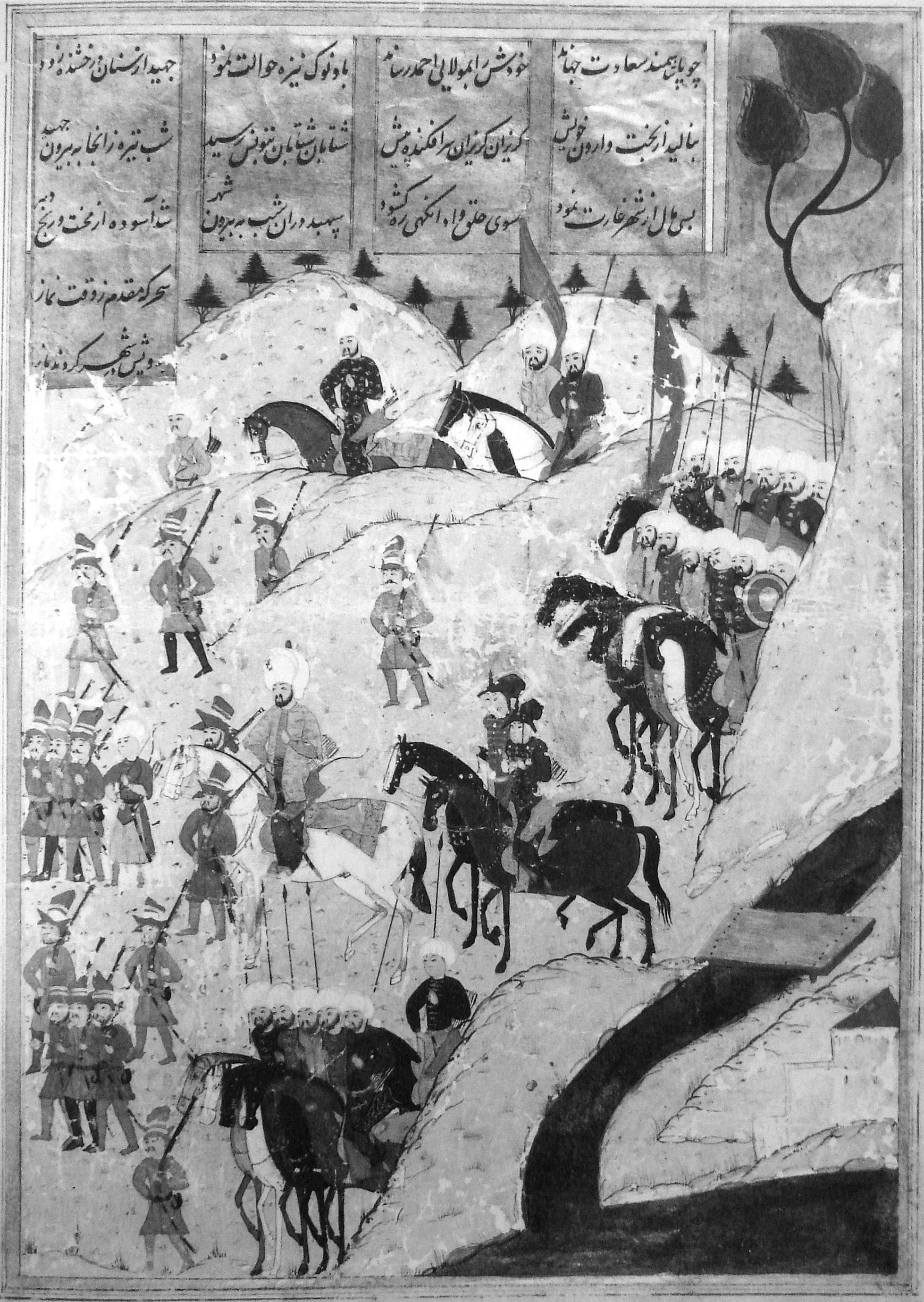
Troupes ottomanes marchant sur Tunis en 1569.

Tunis a initialement été conquise par Barberousse en 1534. Cependant, l'année suivante, le souverain du Saint-Empire romain germanique, Charles Quint, lance une expédition majeure et la reconquiert. Il établit une garnison et un souverain vassal, en la personne de Lhacène. Cependant, le bey d'Alger, Uludj Ali, recapture Tunis en 1569 avant que, en 1571, grâce à la victoire chrétienne de Lépante, Juan d'Autriche parvient à reprendre Tunis en octobre 1573.
En 1574, la dynastie hafside règne encore à Tunis, mais il s'agit d'un gouvernement fantoche, placé sous la tutelle espagnole par Charles Quint lors de son expédition à Tunis en 1535, tutelle garantie par la garnison occupant la forteresse de La Goulette, qui est chargée de faire respecter les clauses du traité imposé au gouvernement de Tunis. La réalité du pouvoir est aux mains du gouverneur espagnol[réf. nécessaire].
Les Espagnols ont eu plusieurs batailles à livrer contre les tribus de l'intérieur du pays, révoltées par le traité, et les forces du corsaire Dragut qui menacent la suzeraineté espagnole. En 1557, Dragut pénètre jusqu'à Kairouan, et installe une tête de pont pour enclaver Tunis[réf. nécessaire].
En 1569, Uludj Ali, beylerbey de la régence d'Alger, parvient à prendre Tunis, mais la garnison espagnole de La Goulette résiste jusqu'à l'arrivée en 1573 d'un corps expéditionnaire de près de 20 000 hommes mené par Juan d'Autriche. Celui-ci reprend Tunis, qui est saccagée pendant près de trois jours[réf. nécessaire].
Le sultan Sélim II veut mettre un terme définitif à la présence espagnole en Afrique du Nord. Il charge le vizir Sinan Pacha et le capitan pacha Uludj Ali de mener à bien une expédition contre Tunis[réf. nécessaire].

## Forces ottomanes
Plus de 200 galères embarquent à Constantinople plus de 20 000 soldats ottomans, dont la 101e compagnie (orta) de janissaires d'élite, ainsi que plusieurs pièces d'artillerie[réf. nécessaire].

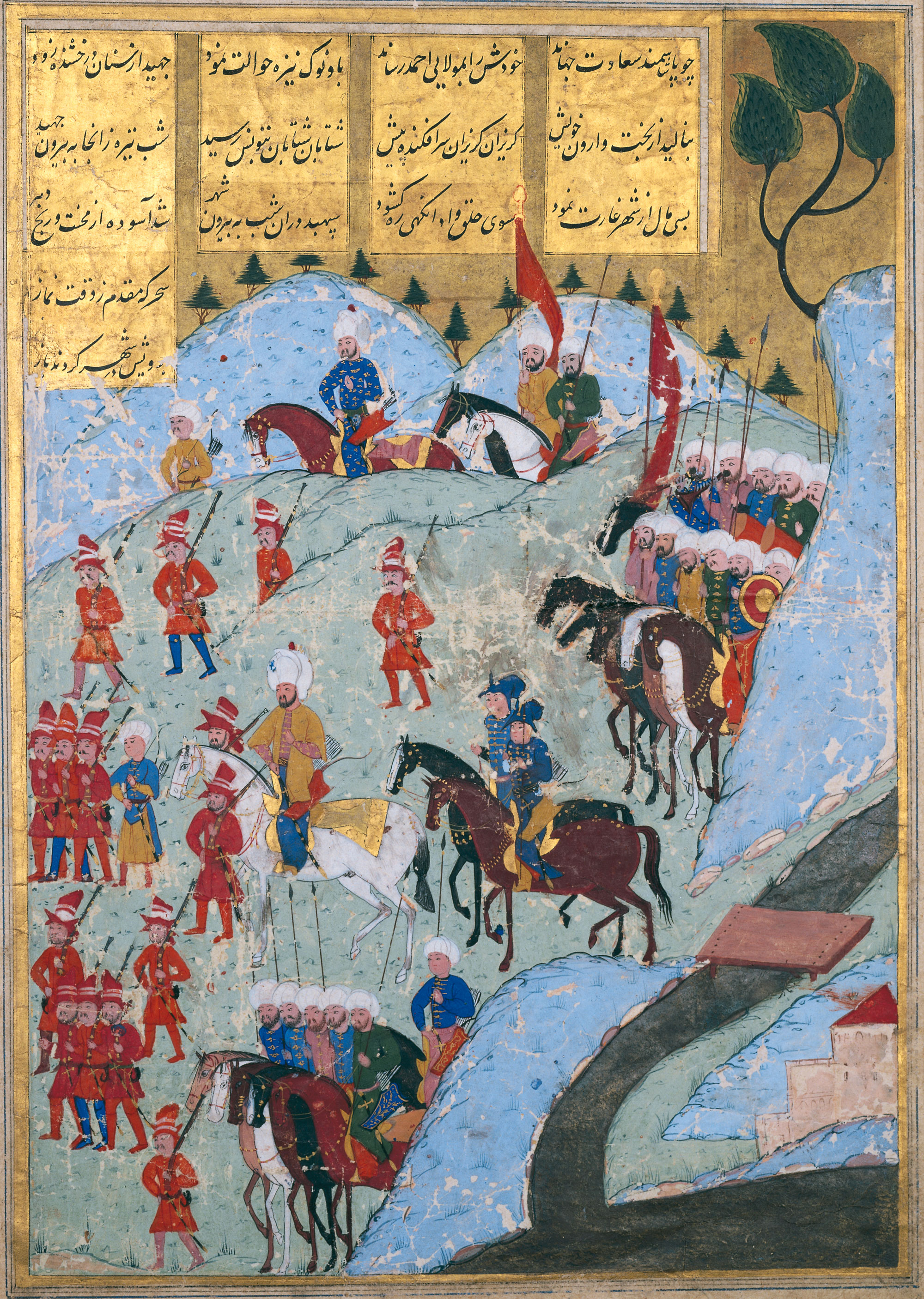
Près de 5000 janissaires et des troupes kabyles, toutes venues d'Alger, menées par Uludj Ali, capturant Tunis en 1569.

Le capitan pacha Uludj Ali arrive à Tunis via Alger, avec ses propres soldats auxquels se joignent des Turcs d'Alger et des contingents auxiliaires de cavalerie tribale, ainsi que les vaisseaux des régences d'Alger et de Tripoli, dont une galiote de 36 hommes commandée par les princes marocains Abd al-Malik et Ahmed, alors au service des Ottomans. Ces derniers ne participent pas au siège du fait de leur inutilité devant les murailles. Miguel de Cervantes, alors soldat espagnol, retenu pendant le siège par une tempête en Sicile avec les renforts du roi Philippe II d'Espagne, avance le chiffre de 100 000 soldats pour accentuer la disproportion des forces durant le siège[réf. nécessaire].

## Déroulement des opérations

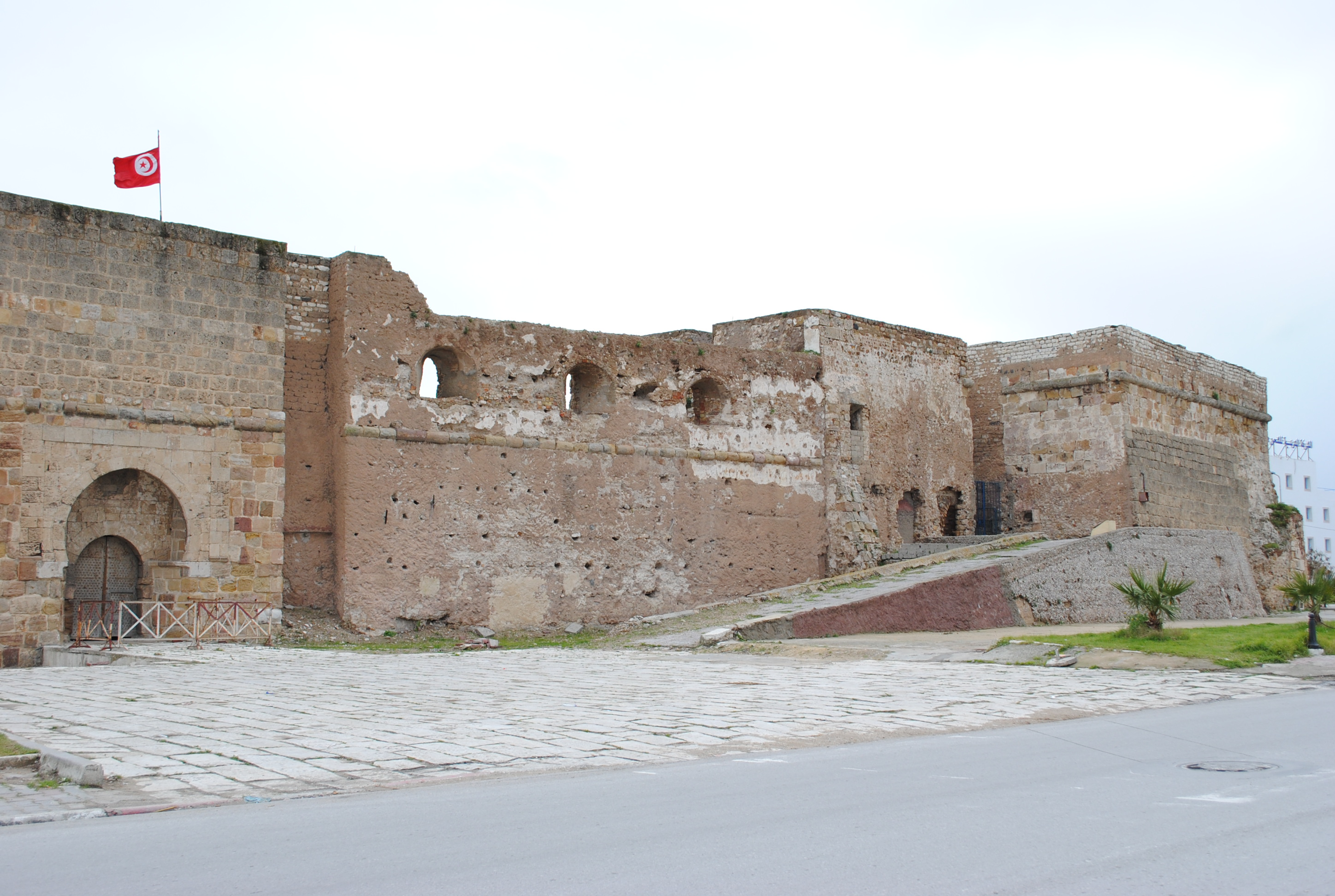
Vestiges du fort de la Goulette, dit Karaka, première cible de l'attaque ottomane.

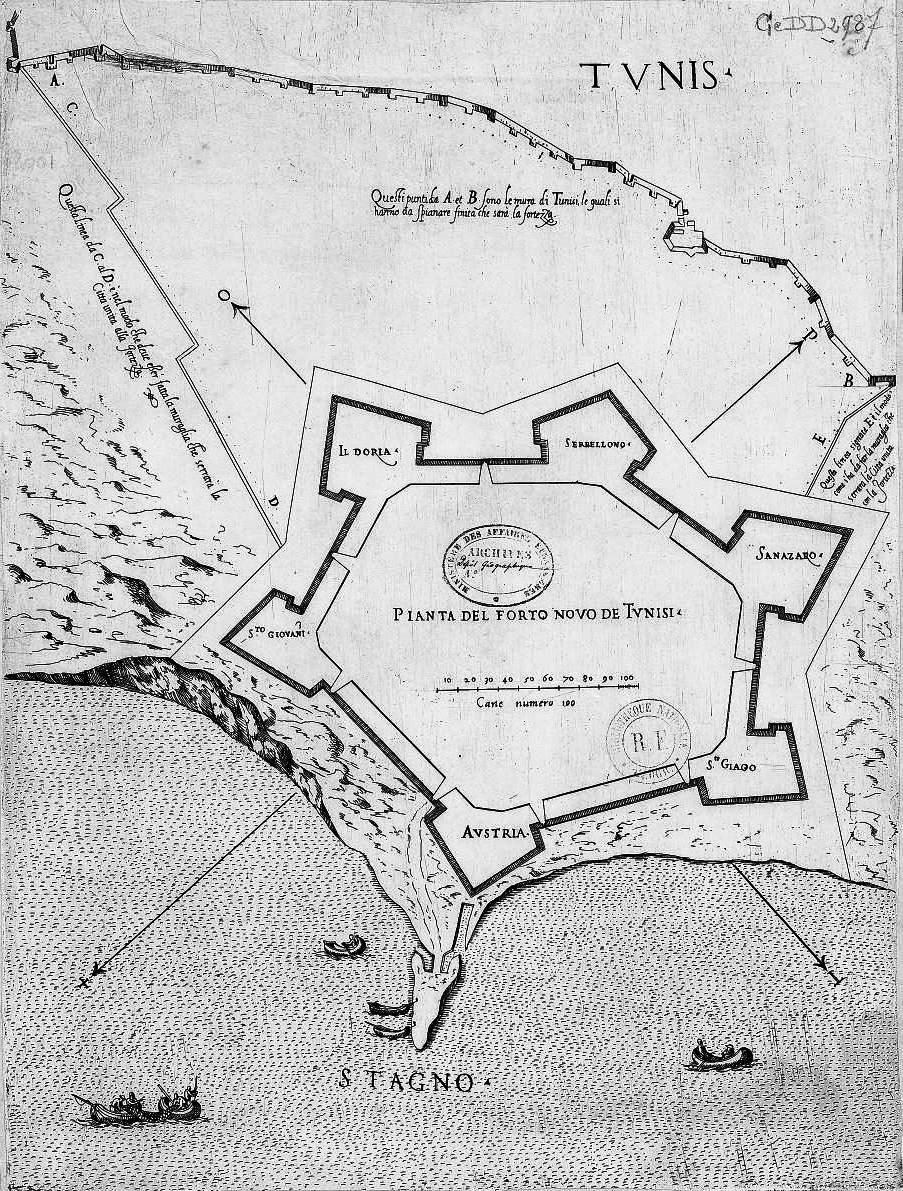
Plan du nouveau fort (Nova Arx) de Tunis en 1574.

Le 15 juillet 1574, le contingent ottoman de Sinan Pacha débarque sur les côtes du golfe de Tunis et prend rapidement possession de la forteresse de La Goulette, avec l'appui de sa puissante artillerie. Le gouverneur espagnol, Don Pedro Porto-Carrero est fait prisonnier. Pendant les deux mois d'été, plusieurs escarmouches ont lieu entre les Ottomans établis sur la côte et les Espagnols repliés dans deux forteresses encadrant Tunis : la plus importante à l'est, la nova arx (nouvelle forteresse située entre le lac de Tunis et Bab El Bhar), commandée par le comte Gabrio Serbelloni, officier italien au service du roi d'Espagne, fils d'une Médicis, gouverneur de Tunis depuis 1573 ; la seconde à l'ouest, la kasbah. Le petit fort de Chikly, commandé par Don Juan Zamoguerra, tente en vain de retenir les navires turcs qui pénètrent par le canal de La Goulette. Après deux assauts meurtriers sur la forteresse de Tunis, les armées ottomanes entrent à Tunis, Sinan Pacha en tête, le 3 septembre[réf. nécessaire].

## Bilan de la bataille
Toutes les sources[Lesquelles ?], tant ottomanes ou tunisiennes qu'occidentales, s'accordent sur le nombre de soldats espagnols présents et sur leurs pertes. Les garnisons des forteresses de La Goulette, de Tunis, de la kasbah et de Chikly, sont prises, et 7 000 soldats espagnols sont massacrés ou exécutés avec 3 000 de leurs alliés chrétiens[réf. nécessaire].
Cervantes écrit que Sorbelloni a été tué à Tunis, mais celui-ci se rend à Sinan Pacha avant d'être envoyé à Constantinople[réf. nécessaire]. Il n'y aurait eu que 300 prisonniers, en majorité des artilleurs et quelques nobles, dont Porto-Carrero, qui meurt plus tard en route vers Constantinople, le capitaine Zamoguerra, envoyé à Alger, ainsi que le dernier sultan hafside, Abû `Abd Allâh Muhammad VI ibn al-Hasan envoyé à Constantinople. 225 pièces d'artillerie espagnoles sont prises, une centaine est envoyée en trophée au sultan ottoman[réf. nécessaire].
Le bilan des pertes ottomanes n'est en revanche pas établi[réf. nécessaire].
Sinan Pacha rase la forteresse de Tunis, ainsi qu'une partie du fort de La Goulette, fortement endommagé. En revanche, il restaure le fort de la kasbah, tourné vers l'intérieur des terres, et y installe une importante garnison. Sélim II est informé de la victoire seulement quelques jours avant sa mort, en décembre 1574. Malgré la maladie du souverain, la nouvelle est annoncée par une importante salve d'artillerie tirée du palais de Topkapı[réf. nécessaire].

## Conséquences politiques

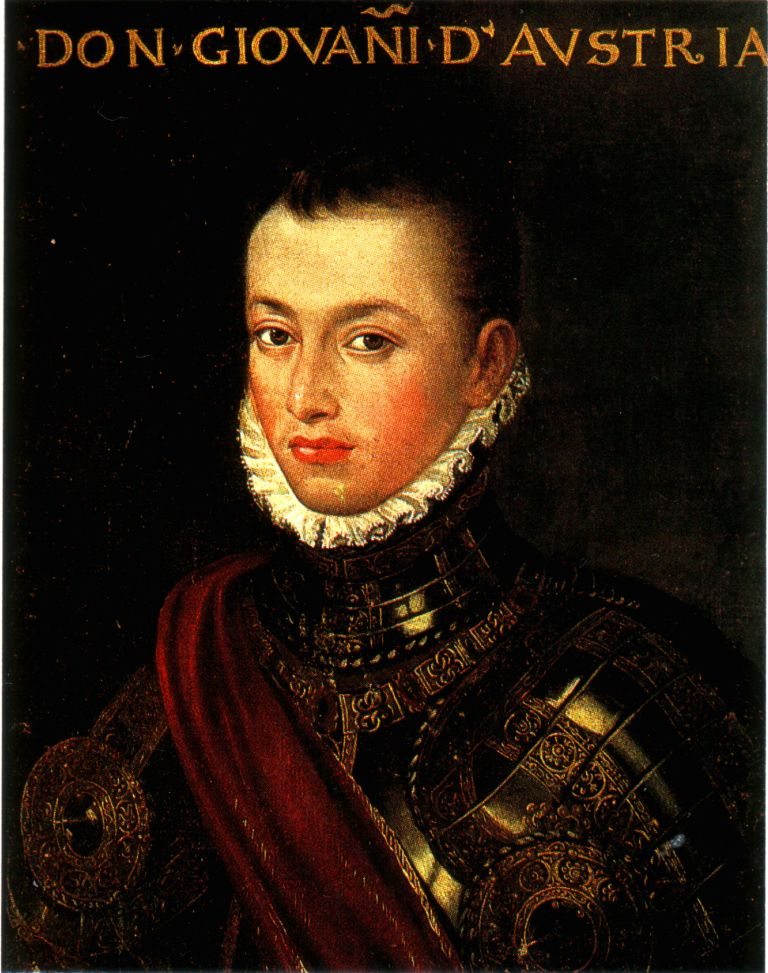
Juan d'Autriche, tente en vain de sauver le siège.

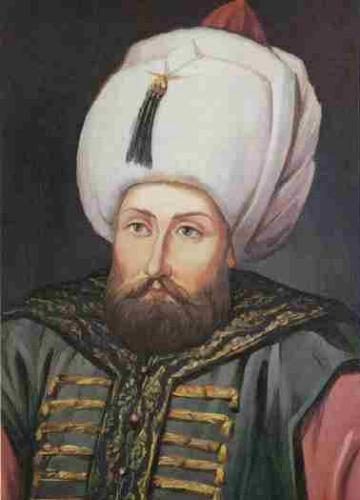
Revanche de la défaite de Lépante : Sélim II apprendra la conquête de Tunis quelques jours avant sa mort.

La perte de Tunis marque le début du déclin de la présence espagnole en Méditerranée. Philippe II renonce alors à toute velléité de rétablir des colonies en Afrique du Nord ; il conserve cependant Oran et Mers el-Kébir) et se tourne vers la conquête des Amériques et de l'Océan Indien[réf. nécessaire].
Sinan Pacha, devenu grand vizir, fait de la Tunisie un pachalik, province sous l'autorité du sultan ottoman, représenté sur place par un pacha doté du titre de beylerbey. À Tunis et dans plusieurs autres villes de la province est établie une milice turque (jund el tourki) de 4 000 soldats et janissaires placée sous les ordres d'un commandant militaire, l'agha, assisté du diwan, le conseil militaire des officiers turcs qui siège à Tunis[réf. nécessaire].